# Songthela bristowei
Espèce
Synonymes
- Heptathela bristowei Gertsch, 1967

Songthela bristowei est une espèce d'araignées mésothèles de la famille des Liphistiidae.

## Distribution
Cette espèce est endémique de Chongqing en Chine,. Elle se rencontre dans le district de Wanzhou.

## Description
La femelle holotype mesure 19,5 mm.

## Systématique et taxinomie
Cette espèce a été décrite sous le protonyme Heptathela bristowei par Gertsch en 1967. Elle est placée dans le genre Abcathela par Ono en 2000, dans le genre Heptathela par Schwendinger et Ono en 2011 puis dans le genre Songthela par Xu, Liu, Chen, Ono, Li et Kuntner en 2015.

## Étymologie
Cette espèce est nommée en l'honneur de William Syer Bristowe.

## Publication originale
- Gertsch, 1967 : « A new liphistiid spider from China (Araneae: Liphistiidae). » Journal of the New York Entomological Society, vol. 75, p. 114-118.